# 福原留次
福原 留次（ふくはら とめじ、1911年〈明治44年〉8月31日 - 1966年〈昭和41年〉）は、日本の実業家。福留ハム会長。旧名・健太郎。

## 経歴
広島県広島市出身。1926年より家業に従事。1952年、福留商店を継承、2代目留次を襲名。1958年3月、福留ハムを設立会長に就任。広島市福島南三篠地区福祉協議会長、福島病院顧問。

## 人物
趣味は映画、麻雀、読書。宗教は浄土真宗。住所は広島市古田町古江、同市福島町。

## 家族・親族
福原家　
1919年3月に初代福原留次が精肉卸問屋を創業した。1948年、福留ハム製造所開設。福留ハム初代取締役社長の中島治（1919年 - 1992年）は広島県呉市出身で、1948年に福留ハム製造所代表者となる。1958年3月、福留ハム株式会社の社長に就任。福原康彦は長男（後に福原留次の養子となる）、中島修治は二男である。
- 養母・かつみ（1897年 - ?）[3]
- 妻（1917年 - ?）[3]
- 長女（1947年 - ?）[3]